# Joseph Babinski
Joseph Jules François Félix Babinski (em polonês/polaco:  Józef Julian Franciszek Feliks Babiński, Paris, 17 de Novembro de 1857 – Paris, 29 de Outubro de 1932) foi um neurologista francês de etnia polaca. Ele é reconhecido pela descrição em 1896 do sinal de Babinski, um reflexo plantar patológico indicativo de dano do trato corticoespinhal.
Babinski era filho de um engenheiro polonês e sua esposa que em 1848 migraram de Warsay para Paris devido a más condições causadas pelo controle político  firme da Rússia que temia a independência de sua província polonesa. Babinski recebeu seu diploma médico da universidade de Paris em 1884. Em pouco tempo, se uniu a seu professor Charcot no Hospital Salpêtrière em Paris e se tornou seu estudante preferido. A morte de Charcot deixou Babinski sem um mentor, e a partir de então ele não mais obteve qualificações acadêmicas. Não sendo requisitado para lecionar, o trabalho de Babinski no Hôpital de la Pitié lhe forneceu muito tempo para devotar a neurologia clínica. Ele era um excelente clínico, consideravelmente independente de exames neuropatológicos ou testes laboratoriais. Babinski também demonstrou interesse na patogênese da histeria e foi o primeiro a criar critérios aceitáveis para distinguir histeria de doenças orgânicas.
Em 1896, durante um encontro da Société de Biologie, Babinski demonstrou, pela primeira vez, em uma apresentação de 26 linhas o "phenomène des orteils", i.e.  a descoberta de que enquanto o reflexo normal consiste no reflexo plantar dos dedos do pé, uma lesão do trato piramidal irá resultar em dorsiflexão do hálux, podendo haver flexão dorsal ou plantar dos demais dedos. Este processo recebe o nome de sinal de Babinski, estando presente no caso de dorsiflexão do hálux.
Durante a Primeira Guerra Mundial ele foi encarregado de muitos casos neurológicos tramáticos nos hospitais Pitié. Ele foi professor de neurologia da Universidade de Paris. Babinski escreveu mais de 200 artigos científicos sobre afecções nervosas. Com Froment ele publicou Hysteropithiatisme en Neurologie de Guerre (1917).
Babinski morava com seu irmão mais novo , Henri Babinski, um renomado engenheiro que era também um famoso Chef, tendo publicado sobre o pseudônimo de Ali Baba uma obra clássica sobre culinária.
Um gênio da neurologia, Babinski, faleceu em 29 de outubro de 1932, no mesmo ano de outros dois grandes neurologistas poloneses, Edward Flatau e Samuel Goldflam. Nos últimos anos de sua vida, Babinski discorreu sobre o Mal de Parkinson, mas ele viveu o suficiente para ver a importância dos seus estudos reconhecida pela neurologia mundial. Ele foi condecorado por diversas sociedades médicas na França e no exterior.